# 全缘糙果茶
全缘糙果茶（学名：Camellia nitegerrima）为山茶科山茶属的植物。分布于中国大陆的广东等地，生长于海拔200米的地区，一般生长在山地，目前尚未由人工引种栽培。